# Reichenbachia ignobilis
Reichenbachia ignobilis är en skalbaggsart som beskrevs av Fletcher 1932. Reichenbachia ignobilis ingår i släktet Reichenbachia och familjen kortvingar. Inga underarter finns listade i Catalogue of Life.